# Leśnica (województwo warmińsko-mazurskie)
Leśnica (niem. Freiwalde) – wieś w Polsce położona w województwie warmińsko-mazurskim, w powiecie ostródzkim, w gminie Małdyty. W roku 1973 wieś należała do powiatu morąskiego, gmina i poczta Małdyty.
W latach 1975–1998 miejscowość administracyjnie należała do województwa olsztyńskiego.

## Historia
W okolicy wsi w roku 1928 odkryto dwa kurhany z epoki brązu. Wskazuje to na wczesne osadnictwo w tym rejonie.
Wieś założona w latach 1316–1331 na prawie chełmińskim na 50 włókach, pod pierwotna nazwa Vryenwald. Pięć włók przeznaczono dla sołtysa, który miał wnosić daninę w wysokości co trzeciego feniga z niższego sadownictwa oraz dwóch marek z karczmy. Cztery włoki wolne wyznaczono na utrzymanie kościoła (ostatecznie nie zbudowano).
Z rejestrów czynszowych z lat 1393–1410, wśród mieszkańców wsi dużo było Prusów. W 1415 wielki mistrz oddał Leśnicę Odarthowi Rosenhaynowi dziedzicznie na prawie magdeburskim. W dokumencie cztery włoki przeznaczono na utrzymanie plebana i cztery dla sołtysa. Sołtys otrzymał także duże i małe sądownictwo w granicach wsi oraz zezwolenie na połów ryb „małym sprzętem” w jeziorze Ruda Woda. Sołtys zobowiązany był do jednej służby zbrojnej, daniny recognicyjnej oraz do płużnego w wysokości po jednym korcu pszenicy i żyta od pługa, czyli płosy. Od tego okresu, aż do wieku XIX Leśnica była wsią poddańczą.
W 1571 wieś była w posiadaniu Wilamowskich (właścicieli Dobrocina i Wilamowa). Pod koniec XVIII w. wieś wraz z dobrami w Samborowie przeszła w posiadanie Domhardtów z Dobrocina. W 1858 r., po przeprowadzeniu regulacji i uwłaszczeniu chłopów, do dóbr Leśnica należało zaledwie 11 włók.
W 1782 r. we wsi odnotowano 18 domów, w 1818 było 17 domów i 94 mieszkańców. W drugiej połowie XIX w. we wsi powstała cegielnia, tartak, mleczarnia. W 1939 r. w Leśnicy mieszkało już 1015 osób. W tym czasie gmina Leśnica liczyła 299 gospodarstw domowych. 155 osób utrzymywało się z rolnictwa lub leśnictwa, 409 z pracy w przemyśle i rzemiośle, 182 osób – z pracy w handlu i komunikacji. 41 gospodarstw rolnych i leśnych mieściło się w przedziale powierzchni 0,5-5 ha, 14 miało powierzchnię 5-10 ha, 9 gospodarstw rolnych miało areał w przedziale 10-20 ha, a dwa mieściły się w klasie powierzchni 20-100 ha.
Jednoklasowa szkoła we wsi powstała w XVIII w. Przed 1945 r. była tu szkoła trzyklasowa z trzema nauczycielami.
Chmielne Bagno (niem. Hopfenbruch) – staw o powierzchni 1,50 ha, położony na wschód od wsi Lesnica